# 今井翼のto base
『今井翼のto base』（いまいつばさのトゥーベース）は、2003年7月10日から2018年3月22日まで文化放送などにおいて毎週木曜の『レコメン!』内で放送されていたラジオ番組。今井翼がパーソナリティを務める。

## 概要
2018年3月22日に今井の体調不良のため番組終了。14年8か月の放送に幕を閉じた。

## レギュラーコーナー
普通のお便り
最近起こった出来事、質問など、普通のお便りを紹介。
短メール
普通のお便りで紹介するには少し短いメールを毎回エンディングで紹介。
月に一度、短メールスペシャルという企画あり。
もしもこんなダメな○○がいたら
『×〜ダメ〜』に引っ掛けた企画。テーマは随時変更。
OLさんいらっしゃい
働いている女性の悩み相談。主に電話を繋げて話をしている。
剛夜会
V6森田剛を慕う会、剛夜会へ入りたいというリスナーを電話でオーディションするコーナー。
代打今井翼
翼のセクシーゾーン

## 復活！今井翼のto base
2020年4月23日に文化放送で『文化放送ライオンズナイタースペシャル 復活！今井翼のto base』として2年ぶりに一夜限りの特番として復活。『今井翼のto base』と同様、完全1人しゃべりで進行。近況報告を始め、これからの仕事、プライベートなど120分にわたって自身のことを語りつくした。

### コーナー
#◯◯今井
番組のメインテーマ。今井がインスタで使っている「#○○今井」のハッシュタグにちなみ、これから実現してほしい、もしくは実現したら面白いと思うハッシュタグを募集し、トークを繰り広げる。
料理男子・今井翼 
食べるのも作るのも大好きな今井が、リスナーからの料理にまつわる質問メールを募集し、トークを展開する。
復活企画 翼のみじかメール
『今井翼のto base』でのコーナー、「短メール」が復活。今井翼へ伝えたいことを1 - 2行の短文で送られたものを、紹介する。
集まれ！プロ野球ファン
野球好きの今井が、プロ野球を応援。「あなたが知っているプロ野球団本拠地球場のオススメポイント」を募集。